# 2004年江苏宿迁假疫苗案
2004年江苏宿迁假疫苗案，是指在2004年由中国江苏省宿迁市药监局调查出不合格疫苗的事件。
宿迁市药品监督管理局报告称，不合格疫苗涵盖了共九种疫苗，约6000多支。约有3000多婴幼儿已经接种此疫苗。这些违规疫苗由张鹏经销，药库不足20平方米，疫苗则储存于两台冰箱里面，完全不够资质。调查报告提出：这批药品质量无法保证。